# Ponte di Boccaserio
Il ponte di Boccaserio è un ponte strallato che varca il fiume Adda fra i comuni di Bertonico e Montodine, posto nei pressi dell'omonima località a breve distanza dalla confluenza col fiume Serio.
Permette il passaggio della ex strada statale 591 Cremasca, che collega Bergamo a Piacenza.

## Storia
Il ponte strallato di Boccaserio venne progettato in sostituzione di un precedente manufatto in ferro, risalente al 1914 e crollato in seguito ad un'alluvione il 9 novembre 1994.
Inizialmente, al posto del ponte crollato venne approntato un ponte Bailey provvisorio, realizzato dal genio militare pontieri di Piacenza. Era percorribile solo a mezzi leggeri, a bassa velocità e a senso unico alternato.
I lavori per la costruzione del ponte definitivo (all'epoca il più lungo d'Italia per lunghezza della campata centrale) vennero iniziati nel 2000 (Cooperativa Argenta di Ferrara); si arrestarono nel 2003 per il fallimento dell'impresa costruttrice, con il ponte ultimato all'80%. Ripresero nel 2007 dopo un nuovo appalto (Consorzio Uniter di Catania) e si conclusero con l'inaugurazione il 24 dicembre 2009.
Il costo totale dell'opera è stato di 41 milioni di euro.
Nel 2014 è stato intitolato a Ferrante Castelli, sindaco di Montodine dal 1995 al 2004, spesosi a lungo durante i suoi mandati a favore della costruzione del ponte.

## Caratteristiche
Il ponte, a struttura metallica, ha una lunghezza totale di 400 m; la campata centrale strallata ha 252 m di luce ed è sostenuta tramite 28 stralli in acciaio armonico da due torri alte 65 m sopra il piano stradale.
L'impalcato è largo 25,5 m ed ospita le due carreggiate separate da una trave centrale a sezione quadrata di 5 m di lato. Le strutture metalliche sono verniciate di colore azzurro.
È attualmente il secondo ponte strallato d'Italia per lunghezza della campata centrale (dopo il ponte sul fiume Adige dell'A31 in Polesine), il più lungo tra quelli non autostradali.